# Портянур
Портяну́р (рос. Портянур, марій. Пӧртанур) — присілок у складі Параньгинського району Марій Ел, Росія. Адміністративний центр Портянурського сільського поселення.

## Населення
Населення — 819 осіб (2010; 967 у 2002).
Національний склад (станом на 2002 рік):
- татари — 98 %